# Agárico

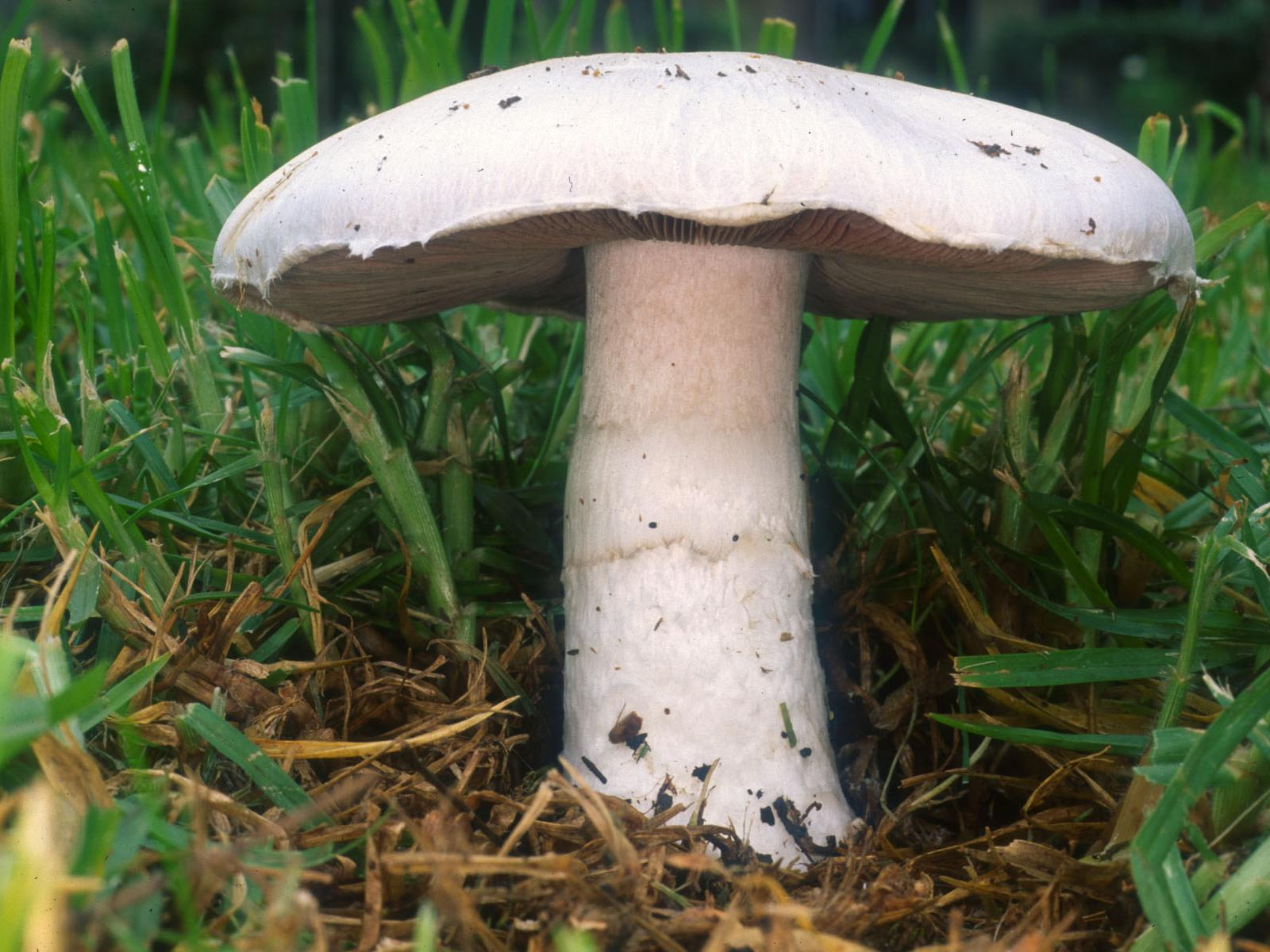
El agárico Agaricus campestris.

El término agárico se aplica a ciertos tipos de hongo que producen esporocarpos —o cuerpos fructíferos, comúnmente conocidos como setas— que presentan un sombrero, con láminas en su parte inferior, claramente diferenciado del pie. El término "agárico" proviene del latín agaricum que a su vez deriva del griego ἀγαρικόν.
Muchas especies de agáricos se clasifican en el orden Agaricales. Sin embargo, se ha encontrado que los diferentes grupos de hongos que presentan este tipo de cuerpo fructífero han evolucionado de forma independiente, de ahí que se dé en órdenes como Russulales, Boletales, Hymenochaetales, Polyporales, Leotiales, etc. Los antiguos sistemas de clasificación colocaban todos los agáricos en el orden Agaricales, de hecho, algunas fuentes (mayormente antiguas) aún usan "agáricos" como nombre común para este orden. Las clasificaciones contemporáneas tienden a usar el término euagáricos, que usan para referirse solamente a miembros del orden Agaricales. "Agárico" también es usado a veces como nombre común para los miembros del género Agaricus, así como para algunas especies de otros géneros, como Amanita.